# Хидрид
Хидридите са бинарните съединения на водорода. Те имат разнообразен строеж и свойства и са най-големият известен клас химични съединения.  Почти всички елементи образуват съединения с водорода, като изключение правят: He, Ne, Ar, Kr, Pm, Os, Ir, Rn, Fr и Ra. Известен е и позитрониев хидрид, PsH.

## Класификация
| H2  |      |      |      |      |      |      |           |      |      |      |      |      |      |      |      |      | He |
| LiH | BeH2 | BH3  | CH4  | NH3  | H2O  | HF   | Ne        |      |      |      |      |      |      |      |      |      |    |
| NaH | MgH2 | AlH3 | SiH4 | PH3  | H2S  | HCl  | Ar        |      |      |      |      |      |      |      |      |      |    |
| KH  | CaH2 | ScH2 | TiH2 | VH   | CrH  | Mn   | FeH, FeH2 | Co   | Ni   | CuH  | ZnH2 | GaH3 | GeH4 | AsH3 | H2   | HBr  | Kr |
| RbH | SrH2 | YH2  | ZrH2 | NbH  | Mo   | Tc   | Ru        | Rh   | PdH  | Ag   | CdH2 | InH3 | SnH4 | SbH3 | H2Te | HI   | Xe |
| CsH | BaH2 |      | HfH2 | TaH  | W    | Re   | Os        | Ir   | Pt   | Au   | Hg   | Tl   | PbH4 | BiH3 | H2Po | HAt  | Rn |
| Fr  | Ra   |      | Rf   | Db   | Sg   | Bh   | Hs        | Mt   | Ds   | Rg   | Cn   | Nh   | Fl   | Mc   | Lv   | Ts   | Og |
|     |      | ↓    |      |      |      |      |           |      |      |      |      |      |      |      |      |      |    |
|     |      | LaH2 | CeH2 | PrH2 | NdH2 | PmH2 | SmH2      | EuH2 | GdH2 | TbH2 | DyH2 | HoH2 | ErH2 | TmH2 | YbH2 | LuH2 |    |
|     |      | Ac   | Th   | Pa   | U    | Np   | Pu        | Am   | Cm   | Bk   | Cf   | Es   | Fm   | Md   | No   | Lr   |    |

| Ковалентен хидрид | Метален хидрид  |
| Йонен хидрид      | Преходен хидрид |
| Не съществува     | Непотвърдено    |

### Йонни хидриди
Алкалните, алкалоземните метали и Mg реагират директно с водорода до хидриди със състав MH и MH2, където водородът е в (-1) степен на окисление, доказано с отделянето му от анода при електролиза на LiH. Синтезират се при 300 – 700 °C и получените хидриди имат в голяма степен йонна кристална решетка. Степента на йонност нараства към Cs и Ba. Всички те са бели кристални вещества с различна кристалографска структура. Алкалните хидриди имат кубична структура тип NaCl; MgH2 е с тетрагонална рутилова (TiO2) структура, а с тип PbCl2 са Cs, Sr, Ba. Те са силни редуктори, а активността им се увеличава от Li към Cs и от Ca към Ba.
| Съединение | MgH2 | LiH | NaH | KH  | RbH | CsH |
| r(H-), pm  | 130  | 126 | 146 | 152 | 152 | 157 |

### Ковалентни хидриди
Хидридите от 13-а група и BeH2 образуват асоциати – полимерни молекули на основата на мостови връзки. С изключение на бораните, те не са добре изучени поради сложната си структура.
Бораните са открити през 1912 г. от Алфред Сток. Те са термодинамично нестабилни съединения, които не могат да се получат пряко. Известни са клозо-, арахно-, нидо- и други видове, както и многобройни хетероборани.
BeH2 е бяло аморфно вещество и се получава от BeCl2 и LiH в етер. Полимеринят (BeH2)n се получава при нагряване на берилиевоорганични съединения и има сходни свойства с (AlH3)n. Известни са и комплексни хидриди – LiBH4, NaBH4, Al(BH4)3, които са силни редуктори. (MgH2)n прилича повече на BeH2, отколкото хидридите на алакалоземните метали.
(AlH3)n е известен в аморфно състояние и в твърда кристална форма. Той е безцветно, твърдо, солеобразно вещество. GaH3 е вискозна течност, разлагаща се при 20 °C, а InH3 и TlH3 съществуват само в етерен разтвор.
От 14та група представляват интерес въглеводородите, при които връзката C–H е много слабо полярна, позволяващо разнообразието на тези съединения. Те са най-многобройният клас хидриди. Известни са въглеводороди с права, разклонена, циклична и смесена верига, ароматни въглеводороди, алкани, алкени, алкини и много други.
Интерес представляват и силаните, образуващи също многобройни производни, но с по-къса верига.
Елементите от 15-а, 16-а и 17-а група образуват газообразни ковалентни хидриди с електронна плътност, изтеглена към елемента-партньор. Синтезират се при повишена температура. При хидридите на O2, N2 и F2, връзката е ковалентна силно полярна и се образуват водородни връзки.

### Хидриди с метална връзка
Хидридите на d-елементите от 3-та до 5-а група, на Cr и на някои f-елементи имат разнообразен, а понякога и нестехиометричен състав – MH, MH2, MH3. Европиевият и итербиевият дихидрид (EuIIH2 и YbIIH2) са аналогични на CaH2. Хидридите на Y, Ti, Zr, Hf, Nb, Ce наподобяват по структура и свойства съответния метал. Поради пластичните свойства на много от тези метали, те могат да бъдат използвани за складиране на водород. Например LaNi5 образува хидрида LaNi5H6, съдържащ в единица обем повече водород от течен H2.
Преходните метали от 6-а, 7-а, 8-а, 9-а и 10-а група, с изключение на хрома, не реагират с водорода, но някои от тях ги разтварят в големи количества. В системата се образува високо налягане, поради което електроните на водородните атоми се делокализират, което е причината за каталитичните свойства на тези метали.

### Координационни хидриди
Вмъкнат водороден атом е изолиран в периода 1976 – 1979 г. в октаедрични полиядрени карбонили на преходните метали, например [HRu6(CO)18]- и [HCo5(CO)15]-, последвани от характеризирането на HNb6I11 от A. SImon.
През 1984 г. са изолирани дихапто (η2-H2) комплекси от G. Kubas, които са известни са само при ниска температура. Стабилността им зависи от електронната конфигурация на металния атом, електронната и стеричната структура на колигандите, зарядът на комплекса, агрегатното състояние и температурата.

## Химични свойства
Взаимодействие на йонни хидриди с вода:
{\displaystyle {\ce {NaH + H2O -> NaOH + H2 ^}}}
{\displaystyle {\ce {CaH2 + 2H2O -> Ca(OH)2 + 2H2 ^}}}
Взаимодействие с метални оксиди:
{\displaystyle {\ce {2CaO + CaH2 -> 2Ca + Ca(OH)2}}}
{\displaystyle {\ce {3ZnO + 2AlH3 -> 3Zn + 2Al + 3H2O}}}
Термично разлагане:
{\displaystyle {\ce {2LiH -> 2Li + H2 ^}}}
{\displaystyle {\ce {2NaH -> 2Na + H2 ^}}}
Взаимодействие с азот:
{\displaystyle {\ce {3CaH2 + N2 -> Ca3N2 + 3H2}}}